# Nanostrangalia regularis
Nanostrangalia regularis là một loài bọ cánh cứng trong họ Cerambycidae.